# Apu vagy anyu?
Az Apu vagy anyu?  (eredeti cím: Papa ou maman) 2015-ben bemutatott francia film, amelyet Martin Bourboulon rendezett.
A forgatókönyvet Dimitri Rassam és Alexandre de La Patellière írta. A producerei Guillaume Clicquot de Mentque, Matthieu Delaporte, Jérôme Fansten és Alexandre de Patellière. A főszerepekben Marina Foïs, Laurent Lafitte, Alexandre Desrousseaux, Anna Lemarchand és Achille Potier láthatók.  
Zeneszerzője Jérôme Rebotier. Gyártója a Chapter 2, a Pathé, az M6 Films, a Jouror Films, a Fargo Films és az UMedia, forgalmazója a Pathé Distribution. Műfaja filmvígjáték. 
Franciaországban 2015. február 4-én, Magyarországon 2015. július 2-án mutatták be a mozikban.

## Szereplők
| Szereplő              | Színész                | Magyar hang        |
| --------------------- | ---------------------- | ------------------ |
| Florence Leroy        | Marina Foïs            | Schell Judit       |
| Vincent Leroy         | Laurent Lafitte        | Fekete Ernő        |
| Mathias Leroy         | Alexandre Desrousseaux | Timon Barna        |
| Emma Leroy            | Anna Lemarchand        | Koller Virág       |
| Julien Leroy          | Achille Potier         | Pál Dániel Máté    |
| Virginie              | Judith El Zein         | Götz Anna          |
| Paul                  | Michaël Abiteboul      | Bozsó Péter        |
| Marion                | Vanessa Guide          | Pálmai Anna        |
| Coutine               | Michel Vuillermoz      | Rosta Sándor       |
| Bírónő                | Anne Le Ny             | Menszátor Magdolna |
| Henri                 | Yves Verhoeven         | Galbenisz Tomasz   |
| Xavier                | Yannick Choirat        | Schmied Zoltán     |
| Krav-Maga oktató      | Anne Le Nen            | Ősi Ildikó         |
| Ingatlanügynök        | Pierre Samuel          | Jánosi Dávid       |
| További magyar hangok |                        |                    |
| Gáspár Kata           |                        |                    |